# Phase biopharmaceutique
La phase biopharmaceutique comporte les étapes de la mise à disposition des principes actifs dans l'organisme. Pour une formulation destinée à la voie orale, elle se compose de deux phases :  libération et dissolution. Elle précède la phase pharmacocinétique, qui décrit ce qui se passe une fois que le produit est prêt à pénétrer dans l'organisme.

## Libération
Lors de l'administration par voie orale d'un comprimé par exemple, forme pharmaceutique solide, la première étape de la mise à disposition du principe actif est sa libération. Elle diffère selon le type de formulation : pour un comprimé, elle se fait généralement par désintégration de la forme solide, suivie d'une désagrégation en particules de petite taille, pour faciliter la dissolution, qui est l'étape suivante. Pour une forme gélule, cette étape se résume à l'ouverture de la gélule. Dans le cas d'une forme suspension ou solution, cette étape n'existe pas.

## Dissolution
Pour traverser les membranes biologiques ou pour être absorbé, le principe actif doit être dispersé à l'état moléculaire, en milieu aqueux, au site d'absorption. Lors de l'administration d'un comprimé par exemple, le tube digestif correspond au site d'absorption, à l'intérieur duquel le principe actif doit être solubilisé pour être absorbé.